# ハンス・ヘンケマンス

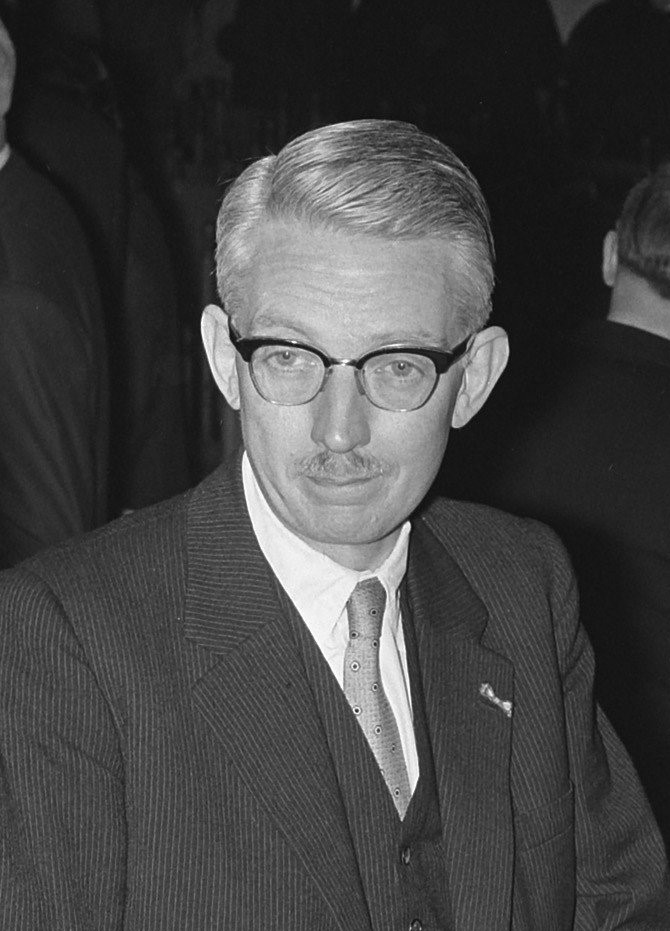
ハンス・ヘンケマンス

ハンス・ヘンケマンス（Hans Henkemans、1913年12月23日 - 1995年12月29日）はオランダの作曲家、ピアニスト。

## 経歴
デン・ハーグ出身。1931年からユトレヒト大学で精神医学を学ぶ一方、1933年から1938年までウィレム・ペイペルに音楽を師事した。第二次世界大戦終結後、医師を辞め、1945年12月にアムステルダムのコンセルトヘボウでピアニストとしてデビューした。それから20年近くの間に59回のコンセルトヘボウでのソロコンサートをはじめとして国内外で活動し、ラジオ放送でモーツァルトのピアノ協奏曲全23曲を演奏した。またクロード・ドビュッシーのピアノ曲すべての録音も行った。その他にベートーヴェンとモーリス・ラヴェルもレパートリーとしていた。
1960年代はフローニンゲンの北オランダ音楽院で作曲と管弦楽法の教師をしたり、アムステルダムでピアノのレッスンを行ったりしていた。しかし1969年にピアニストを引退し、精神医学に専念して芸術家の創造のプロセスを研究したが、作曲は継続した。
作品はドビュッシー、ラヴェル、ペイペルの影響を受けたもので、代表作にヴァイオリン協奏曲、ヴィオラ協奏曲、ハープ協奏曲、オーケストラのためのパルティータなどがある。

## 作品

### オペラ
- 冬の航海（1977）

### 管弦楽曲
- 前奏曲（1936）
- 春（1959）
- パルティータ（1960）

### 協奏曲
- ピアノ協奏曲第1番（1932）
- ピアノ協奏曲第2番『パッサカリアとジグ』（1941-42）
- フルート協奏曲（1945-46）
- ヴァイオリン協奏曲（1950）
- ヴィオラ協奏曲（1954）
- ハープ協奏曲（1955）
- フルートとオーケストラのための『悲歌 - ピエール・モントゥーの思い出に』（1967）
- ホルン協奏曲（1981）
- チェロ協奏曲（1988-89）
- ピアノ協奏曲第3番（1992）

### 室内楽曲
- ハープと弦楽四重奏のための五重奏曲（1931）
- 木管四重奏曲（1934）
- チェロとピアノのためのソナタ（1936）
- ヴァイオリンとピアノのためのソナタ（1944）
- 木管四重奏曲（1962）

### ピアノ曲
- エチュード第2番（1937）
- 2台のピアノのためのソナタ（1943）
- ピアノソナタ（1958）